# Clarotes laticeps
Clarotes laticeps es una especie de pez de la familia Claroteidae en el orden de los Siluriformes.

## Morfología
• Los machos pueden llegar alcanzar los 80 cm de longitud total y 10 kg de peso.

## Alimentación
Come crustáceos, insectos, moluscoss y peces hueso.

## Hábitat
Es un pez de agua dulce y de clima tropical (20 °C-26 °C).

## Distribución geográfica
Se encuentran en África: lago Chad y ríos  Nilo,  Níger,  Senegal,  Bénoué  y  Vuelta.